# Hannibal Smith
Kolonel John "Hannibal" Smith is de leider van het fictieve A-team in de gelijknamige televisieserie The A-Team uit de jaren 1980. Hij is de oudste van het team, rookt sigaren, en houdt ervan als een plan uitkomt (I love it when a plan comes together). De rol van Hannibal werd in de televisieserie vertolkt door George Peppard.

## Karakterisering
Hannibal Smith is een begenadigd acteur die rollen heeft in diverse monsterproducties, zoals de serie Aquamaniac-films. In een andere film speelt hij een oud vrouwtje. Zijn vermommingen beperken zich niet tot zijn filmrollen.
Hij speelt een cruciale rol bij het screenen van de klanten van het team. Hij verkleedt zich daarbij vaak als de Chinese Mr. Lee, maar hij kan ook andere gedaanten aannemen. zoals een krantenverkoper in Timber of een dronkenlap in A Small and Deadly War.
Hannibal is vaak on the jazz, wat betekent dat hij roekeloos te werk gaat. De klassieke frontale aanval is een veelgebruikte manoeuvre in dat verband. De overige teamleden vrezen de jazz, omdat zulke plannen van Hannibal meestal mislukken. De half pincer movement (halve tangbeweging) is een andere toegepaste strategie.